# Jadwiga Kwiecińska
Jadwiga Kwiecińska (ur. 22 kwietnia 1909 w Łodzi, zm. 2 maja 1995 w Warszawie) – nauczycielka polska, działaczka Związku Nauczycielstwa Polskiego.

## Życiorys
Pochodziła z rodziny nauczycielskiej i kontynuując rodzinną tradycję po ukończeniu gimnazjum i rocznego kursu pedagogicznego w 1931 podjęła pracę w zawodzie nauczycielskim; pracowała w jednej ze szkół powszechnych w Łodzi. Wstąpiła w tym czasie do Związku Nauczycielstwa Polskiego. W 1938 przeniosła się do Wilanowa. W wilanowskiej szkole wykazała się talentem pedagogicznym, czyniąc z jednej z "trudniejszych" klas w placówce grupę zdyscyplinowaną, o najlepszej frekwencji, a swoich podopiecznych skutecznie ucząc "lubienia szkoły".
W latach 1940–1944 aktywna w tajnym nauczaniu, organizując komplety gimnazjalne w Wilanowie, pełniąc zadania łączniczki z powiatowymi konspiracyjnymi władzami oświatowymi, wreszcie kontynuując działalność nauczycielską po wysiedleniu do Józefosławia koło Piaseczna. W 1945, zastawszy szkołę w Wilanowie w gruzach, zaangażowała się w Komitet Odbudowy Szkoły (pełniła obowiązki sekretarza), organizowała loterie fantowe, sprzedaż cegiełek, kwesty uliczne. 
W 1957 została nauczycielką szkoły podstawowej na osiedlu Powsinek, w latach 1965–1969 pełniła funkcję kierownika placówki. Dostrzegając zaniedbania wychowawcze w środowisku lokalnym, podjęła akcję pedagogizacji rodziców. Uzyskała w ten sposób nie tylko poprawę w wynikach szkolnych i zachowaniu uczniów, ale i zbudowała silne związki rodziców ze szkołą. W szkole w Powsinku pracowała do przejścia na emeryturę w 1972.
Od 1969 była wiceprzewodniczącą Oddziału Dzielnicowego Związku Nauczycielstwa Polskiego Warszawa-Mokotów, przez wiele lat przewodniczyła komisji socjalno-bytowej Oddziału. Na czele tej komisji pozostała również jako emerytka (do 1981). Była odznaczona m.in. Krzyżem Kawalerskim Orderu Odrodzenia Polski, Medalem Komisji Edukacji Narodowej, Złotą Odznaką Związku Nauczycielstwa Polskiego, Odznaką Tajnej Organizacji Nauczycielskiej ZNP, Złotą Odznaką Honorową "Za zasługi dla Warszawy", medalami "Przyjaciel Dzieci" oraz "Za Szczególne Zasługi dla Oświaty Warszawy i województwa warszawskiego".
Zmarła 2 maja 1995 w Warszawie, pochowana została na cmentarzu wilanowskim.